# David Delfino
David Delfino (* 29. Dezember 1965 in Boston, Massachusetts) ist ein ehemaliger italo-amerikanischer Eishockeytorwart, der in seiner aktiven Zeit von 1984 bis 1998 unter anderem für die Kölner Haie in der Deutschen Eishockey Liga gespielt hat.

## Karriere
David Delfino begann seine Karriere als Eishockeyspieler in der Mannschaft der University of Massachusetts Lowell, für die er von 1984 bis 1988 parallel zu seinem Studium in der National Collegiate Athletic Association aktiv war. Anschließend unterschrieb der Torwart einen Vertrag beim SHC Fassa aus der italienischen Serie A1, für dessen Profimannschaft er von 1988 bis 1992 zwischen den Pfosten stand. Anschließend spielte er fünf Jahre lang für dessen Ligarivalen HC Alleghe, mit dem er in der Saison 1995/96 in die zweitklassige Serie A2 abstieg, in der er ein weiteres Jahr verbrachte. Die Saison 1996/97 beendete er jedoch beim italienischen Erstligisten HC Meran. Zuletzt spielte der zweifache italienische Olympiateilnehmer in der Saison 1997/98 für die Kölner Haie aus der Deutschen Eishockey Liga. Anschließend beendete er im Alter von 32 Jahren seine Karriere.

### International
Für Italien nahm Delfino an der B-Weltmeisterschaft 1991, sowie den A-Weltmeisterschaften 1992, 1993, 1994 und 1997 teil. Des Weiteren stand er im Aufgebot Italiens bei den Olympischen Winterspielen 1992 in Albertville und 1994 in Lillehammer.

## Erfolge und Auszeichnungen
- 1991 Aufstieg in die A-Weltmeisterschaft bei der B-Weltmeisterschaft
- 1991 All-Star Team der B-Weltmeisterschaft
- 1993 Alpenliga-Gewinn mit dem HC Alleghe